# Blažejov
Blažejov (en allemand : Blauenschlag) est une commune du district de Jindřichův Hradec, dans la région de Bohême-du-Sud, en République tchèque. Sa population s'élevait à 459 habitants en 2020.

## Géographie
Blažejov se trouve à 7 km à l'est du centre de Jindřichův Hradec, à 49 km à l'est-nord-est de České Budějovice et à 115 km au sud-sud-est de Prague.
La commune est limitée par Jarošov nad Nežárkou et Bednárec au nord, par Nová Olešná et Střížovice à l'est, par Hospříz au sud et par Rodvínov à l'ouest.

## Histoire
La fondation du village date probablement du milieu du XIIIe siècle.

## Source
- (cs) Cet article est partiellement ou en totalité issu de l’article de Wikipédia en tchèque intitulé « Blažejov » (voir la liste des auteurs).